# 王志豪
王志豪（1993年10月28日—），台灣男子羽球選手。

## 簡歷
2013年7月，王志豪以臺北市立體育學院學生身分，代表中華台北出戰俄羅斯喀山舉行的世界大學生運動會，參加羽毛球比賽的男子雙打、混合雙打及混合團體項目，贏得混合團體銅牌。

## 主要比賽成績
只列出曾進入準決賽的國際賽事成績：
| 年份   | 賽事                     | 公開賽級別 | 項目     | 拍檔   | 成績   |
| ------ | ------------------------ | ---------- | -------- | ------ | ------ |
| 2011年 | 世界青年羽毛球錦標賽     | 其他       | 混合團體 | －     | 準決賽 |
| 2011年 | 世界青年羽毛球錦標賽     | 其他       | 男子雙打 | 田子傑 | 準決賽 |
| 2013年 | 新加坡羽毛球國際系列賽   | 國際系列賽 | 男子雙打 | 張課琦 | 準決賽 |
| 2013年 | 波蘭羽毛球公開賽         | 國際挑戰賽 | 男子雙打 | 林彥睿 | 準決賽 |
| 2013年 | 世界大學運動會羽毛球比賽 | 其他       | 混合團體 | －     | 铜牌   |

| 2007-2017年 | 首要超級賽 | 超級賽 | 黃金大獎賽 | 大獎賽 | 國際挑戰賽 | 國際系列賽 | 未來系列賽 | 其他 |